# Batalha de Champaubert

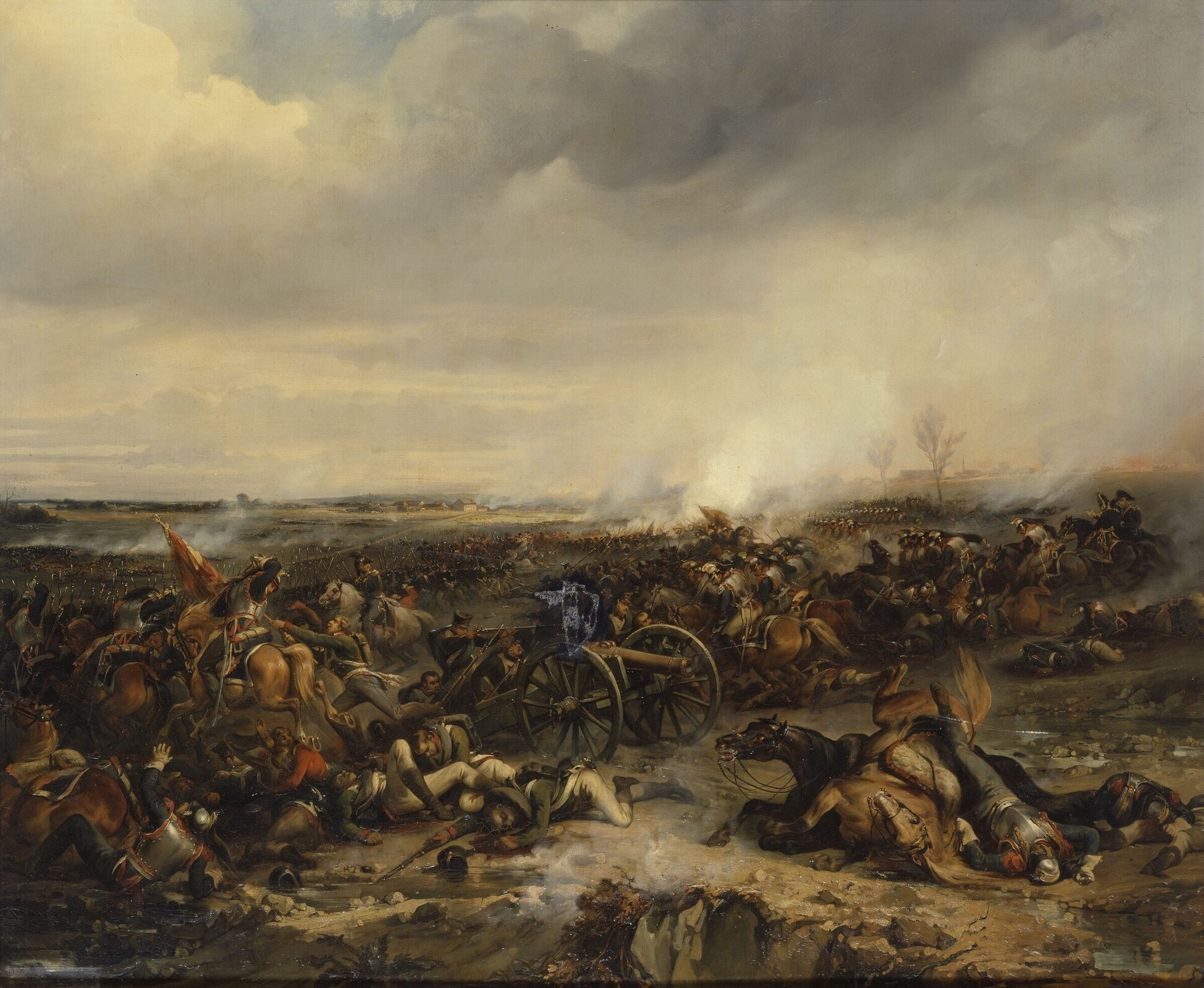
Batalha de Champaubert Parte da Sexta Coligação

A Batalha de Champaubert (10 de fevereiro de 1814) foi a abertura da Campanha dos Seis Dias. Foi travado entre um exército francês liderado pelo imperador Napoleão e um pequeno corpo russo comandado pelo tenente-general conde Zakhar Dmitrievich Olsufiev. Depois de travar um bom combate, a formação russa foi destruída; os sobreviventes escaparam para a floresta, enquanto Olsufiev se tornou um prisioneiro francês. Champaubert está localizada na França, 46 quilômetros (29 milhas) a oeste de Châlons-en-Champagne e 69 quilômetros (43 milhas) a leste de Meaux.
Depois de derrotar Napoleão na Batalha de La Rothière nove dias antes, os dois principais exércitos aliados sob o comando do marechal de campo austríaco Karl Philipp, príncipe de Schwarzenberg e do marechal de campo prussiano Gebhard Leberecht von Blücher se separaram. O avanço de Schwarzenberg para o sul foi lento, enquanto a marcha do marechal de campo prussiano representou uma ameaça mais séria para Paris. Deixando parte de suas forças para segurar Schwarzenberg, Napoleão reuniu 30 000 soldados para lidar com Blücher, que permitiu que seu exército de 57 000 homens se espalhasse mal. Lapsos aliados na comunicação e o excesso de confiança de Blücher deixaram o corpo de Olsufiev isolado perto de Champaubert quando o exército de Napoleão mergulhou do sul para desferir um golpe incapacitante.